# Bulbophyllum similare
Bulbophyllum similare är en orkidéart som beskrevs av Garay, Hamer och Emily Steffan Siegerist. Bulbophyllum similare ingår i släktet Bulbophyllum och familjen orkidéer. Inga underarter finns listade i Catalogue of Life.